# Daïra de Merine
La daïra de Merine est une circonscription administrative algérienne située dans la wilaya de Sidi Bel Abbès. Son chef-lieu est situé sur la commune éponyme de Merine.
La daïra regroupe les quatre communes:
- Merine
- Tafissour
- Oued Taourira
- Taoudmout